# Donja Velika (żupania kopriwnicko-kriżewczyńska)
Donja Velika – wieś w Chorwacji, w żupanii kopriwnicko-kriżewczyńskiej, w gminie Sokolovac. W 2011 roku liczyła 91 mieszkańców.